# Kelő
Kelő (1890-ig Prochot, szlovákul: Prochot, németül: Brodheim) község Szlovákiában, a Besztercebányai kerületben, a Garamszentkereszti járásban.

## Fekvése
Garamszentkereszttől 17 km-re északnyugatra, a Kelői patak völgyében hosszan elnyúlva fekszik.

## Története
Területe már a bronzkorban lakott volt, ezt bizonyítja, hogy a korai bronzkorból származó jelentős leletek kerültek itt elő.
1414-ben „Prehotha" néven említi először oklevél, a település azonban ennél sokkal régebbi lehet. A falu első, Szent Máté evangélista tiszteletére szentelt fatemploma már a 14. században állt a Fibik nevű dombon. A garamszentkereszti apátság birtoka, majd 1474-től a revistyei királyi váruradalom tartozéka volt. A 16. században lakói saskő urai – a protestáns Dóczyak – nyomására evangélikusok lettek. 1534-ben 4 portája adózott. 1599-ben 10 házzal és mintegy 120 lakossal a saskői váruradalomhoz tartozott. Lakói főként kertészkedéssel foglalkoztak, káposztát, hagymát, hüvelyeseket, répát valamint kendert termeltek. A 18. század elején német telepesek érkeztek, akik bányászható ércek után kutattak és nemsokára megkezdődött az ezüst, ólom és réz termelése. Jesztreben gazdag aranylelőhelyeket találtak. 1715-ben sörfőzde kezdte meg működését. Ekkor a falunak 27 adózója volt, közülük 9 kézműves. A falunak a 18. század második felében átlagosan 320 lakosa volt, ebből 22 bányász, 11 szénégető, 12 fuvaros. Egy malom is működött a községben. Templomát a selmeci királyi bányakamara építtette 1772-ben. 1828-ban 107 házában 718 lakos élt, akik főként favágással, állattartással, mezőgazdasággal foglalkoztak.
Vályi András szerint: „PROCHOT. Tót falu Bars Vármegyében, földes Ura a’ Selmetzi Bányászi Kamara, lakosai katolikusok, fekszik Sz. Kereszthez két mértföldnyire; földgye hegyes, köves, és sovány, fája van valami kevés, legelője elég, a’ Bánya Városoknak szomszédságában van, harmadik osztálybéli."
Fényes Elek szerint: „Prochot, tót falu, Bars vmegyében, a Klak hegye alatt: 718 kath. lak. és paroch. templommal. Földje felette sovány, de fenyves erdeje derék. F. u. a kamara. Ut. p. Selmecz."
Bars vármegye monográfiája szerint: „Kelő, a nyitramegyei határ közelében fekvő tót kisközség, 788 róm. kath. vallású lakossal. Csak a XVI. században kezd szerepelni Prochott és Brodheim nevek alatt, mint az inségesek telepe, hova ezeket szén és mészégetés czéljából telepítették. Akkoriban a saskői uradalomhoz tartozott és a Dóczyak voltak az urai. Kath. templomát 1792-ben építtette a kincstár. Postája, távirója és vasúti állomása Geletnek. Ide tartoznak Kopanicza, Holub és Borovina telepek is."
A trianoni békeszerződésig Bars vármegye Garamszentkereszti járásához tartozott.
A szlovák nemzeti felkelés idején lakói támogatták a partizánokat. A német csapatok 1945. március 18-án megszállták és felégették a falut. 12 partizánt és 42 polgári lakost végeztek ki.

## Népessége
| Év:            | 1994. | 2004.    | 2014.   | 2024.   |
| -------------- | ----- | -------- | ------- | ------- |
| Emberek száma: | 693   | 618      | 567     | 553     |
| Eltérés:       |       | -10,82 % | -8,25 % | -2,46 % |

| Év:            | 2023. | 2024.   |
| -------------- | ----- | ------- |
| Emberek száma: | 552   | 553     |
| Eltérés:       |       | +0,18 % |

1910-ben 839, túlnyomórészt szlovák anyanyelvű lakosa volt.
2001-ben 670 lakosából 666 szlovák volt.
2011-ben 598 lakosából 590 szlovák volt.

## Nevezetességei
- Szent Máté evangélista tiszteletére szentelt, római katolikus temploma 1771-72 között épült.

## Külső hivatkozások
- Hivatalos oldal
- Községinfó
- Kelő Szlovákia térképén
- E-obce.sk Archiválva 2008. február 19-i dátummal a Wayback Machine-ben